# Hirtodrosophila
Hirtodrosophila is een vliegengeslacht uit de familie van de Fruitvliegen (Drosophilidae).

## Soorten
- H. cameraria (Haliday, 1833)
- H. confusa (Stæger, 1844)
- H. lundstroemi (Duda, 1935)
- H. oldenbergi (Duda, 1924)
- H. toyohiokadai (Sidorenko, 1990)
- H. trivittata (Strobl, 1893)